# Sacabaya
El Sacabaya, també conegut com a Tambo Quemado, és un volcà d'escut piroclàstic que es troba a Bolívia. El cim s'eleva fins als 4.215 msnm i està situat a l'altiplà andí, prop del riu Lauca. Està compost d'ignimbrita, que ha format un escut que està cobert per una zona de fissures amb tres grans cràters superposats, cadascun amb un diàmetre d'uns 1,5 quilòmetres. A l'extrem sud hi ha el més jove dels cràters, que té un dom de lava al seu interior. El vent ha redistribuït els dipòsits de tefra a l'est i al sud. El volcà mostra activitat fumaròlica i s'estima que és de l'Holocè.